# Antonio Jesús Regal Angulo
Antonio Jesús Regal Angulo, meglio noto come Antoñito (Herrera, 24 dicembre 1987), è un calciatore spagnolo, difensore dell'El Palo.

## Caratteristiche tecniche
È un terzino destro.

## Carriera
Cresciuto nelle giovanili del Poli Ejido, ha esordito in prima squadra il 4 novembre 2007 in occasione del match di seconda divisione perso 4-1 contro il Salamanca.